# Râul San
San (în ucraineană Сян, transliterat: Sean) este un afluent cu lungimea de 455 km al Vistulei situat în Polonia de Sud la granița cu Ucraina. Râul își are izvorul în Munții Beskizi în apropiere de pasul Ușok și de izvorul Ujului în Parcul Național Bieszczady.

## Localități traversate
| - Dynów - Przemyśl - Przeworsk - Jarosław - Lesko - Leżajsk | - Radymno - Rudnik - Sanok - Sieniawa - Stalowa Wola - Zagórz |

## Afluenți
| Cursul superior - Smolinka - Hoczewka - Osława - Sanoczek - Tyrawski - Baryczka - Stupnica | Cursul inferior - Wiar - Wisznia - Rada - Szkło - Lubaczówka - Lubienia - Wisłok - Trzebośnica - Tanew - Bukowa |

## Imagini
|  |  |

|  |  |